# Juan de Salazar
Juan de Salazar y Espinoza (Espinosa de los Monteros, 1508 – Asunción, 11 febbraio 1560) è stato un militare ed esploratore spagnolo.

## Biografia
Il 1º agosto 1535 salpò dal porto spagnolo di Sanlúcar de Barrameda, presso Cadice, come membro della spedizione di Pedro de Mendoza, verso la regione del Río de la Plata, arrivando alla foce del grande fiume nel gennaio 1536.

Dopo aver assistito Pedro de Mendoza nella prima fondazione di Buenos Aires, Juan de Salazar y Espinoza fu inviato a cercare Juan de Ayolas che esplorava i fiumi Paraná e Paraguay. Riuscì a trovare un altro membro della spedizione di Ayolas, Domingo Martínez de Irala, rintanato nel Puerto de la Candelaria.

Continuando il suo viaggio alla ricerca di Ayolas, fondò, il 15 agosto del 1537, una fortezza sulle rive orientali del fiume Paraguay, che chiamò "Santa Maria Assunta", in onore della festa mariana che ricadeva in quel giorno, dell'Assunzione di Maria. Raggiunse San Pedro e scoprì che Ayolas era stato ucciso nel Chaco dagli indios.

Nel 1544, venne espulso e tornò in Spagna, per aver preso le parti del ex governatore del Río de la Plata, caduto in disgrazia, Álvar Núñez Cabeza de Vaca. Ritornò nella regione tre anni dopo, questa volta come tesoriere del viceregno, per intraprendere una carriera pubblica nella regione del Paraguay. Guidò quindi una spedizione per colonizzare il Paraguay, che durò fino al 1555.
Juan de Salazar morì nel 1568, a 60 anni, ad Asunción, nella città che aveva fondato.
Juan de Salazar y Espinosa fu il primo a fondare un insediamento europeo permanente nella regione del Paraguay, Asunción, che sarebbe poi diventata la capitale dello Stato.

## Nella cultura odierna
- La serie televisiva El corazón del océano, trasmessa sul canale della TV spagnola Antena 3, tratta delle vicende di Juan de Salazar dov'è protagonista.